# 朱諫
朱諫（1463年—1541年），字君佐，號蕩南，浙江溫州府樂清縣瑶川里人，竈籍，明朝政治人物。

## 生平
天顺六年十二月二十八日（1463年1月17日）出生，弘治八年（1495年）乙卯科浙江鄉試第十三名舉人。弘治九年（1496年）聯捷丙辰科會試第一百四十八名，三甲第一百零一名進士。授歙縣知縣，丁父憂。服除，改任丰城知县，升武定州知州，入为南京兵部武选司员外郎，升郎中，正德八年（1513年）升赣州府知府，正德九年（1514年）改任吉安府知府。母亲去世，辞官归乡。曾预测宁王朱宸濠会谋反，二年後宸濠果然叛乱。悠游林下二十六年，晚年入雁山书院讲学著书。嘉靖辛丑（1541年）六月病卒，享年八十。

## 家族
曾祖朱凱；祖父朱；父朱䲹，聽選官，以子贈南京兵部武選司員外郎。母侯氏，封太宜人。重庆下。